# Покровська церква (Диковини)
Покровська церква — чинна дерев'яна парафіяльна церква на честь Покрова Пресвятої Богородиці у селі Диковини Горохівської громади Луцького району Волинської області. Належить до Горохівського деканату Волинської єпархії Православної Церкви України. Храм є пам'яткою архітектури місцевого значення (охоронний номер 2329-Вл).
Збудована у 1715—1720 роках у селі Бужани, а в 1919—1920 роках перевезена на теперішнє місце.

## Історія
Відомо, що дерев'яна церква була збудована у 1715 (за іншими даними — 1719 або 1720) році в селі Бужани, що за 11 км на захід від Диковин. Після того, як у 1902 році в Бужанах звели нову муровану церкву, потреба в старій дерев'яній відпала. У 1919 (за іншими даними — 1920) році її перенесли до Диковин. Існують також припущення, що датування 1923 роком може бути достовірнішим, а від XVIII століття збереглися лише окремі фрагменти, зокрема кований надбанний хрест.
Релігійна громада офіційно зареєстрована 24 грудня 1991 року.

### Перехід до ПЦУ
8 лютого 2019 року релігійна громада села ухвалила рішення про перехід з Московського патріархату до Православної церкви України. За перехід підписалося близько 90 осіб, тоді як близько 20 парафіян залишилися прихильниками московського патріархату. Попередній настоятель, Юрій Шишко, не підтримав рішення громади і добровільно віддав ключі від храму. Новим настоятелем громади став священник Роман Третяк з села Буркачі.
Після переходу парафію вперше за 100 років відвідав архієрей — митрополит Луцький і Волинський Михаїл. Під час візиту було освячено оновлений розпис храму та вручено церковну нагороду жертводавцю Олександру Захарчуку.
2 лютого 2023 року Священний Синод ПЦУ надав парафії благословення на використання новоюліанського календаря.

## Архітектура
Церква дерев'яна, тризрубна, одноверха, належить до волинського типу храмів. Над бабинцем надбудовано дзвіницю. До основного об'єму додано кілька прибудов: дві симетричні до вівтарної частини, одна з півдня до нави та великий присінок при західній стіні бабинця.
Зовнішні стіни храму востаннє ремонтувалися у 2010-х роках і були обшиті фальшбрусом, а дах дзвіниці та верх нави покриті блискучою бляхою. Така сучасна обшивка зазнала критики з боку фахівців, оскільки вона спотворює автентичний вигляд пам'ятки та шкодить деревині, прискорюючи її руйнування.
Під час досліджень на горищі дзвіниці було виявлено різьблену дерев'яну вазу кінця XIX — початку XX ст., ймовірно, елемент старого іконостасу, а також металеві шлюбні вінці та свічник-ставник того ж періоду.

## Статус
Церква є пам'яткою архітектури місцевого значення згідно з рішенням виконавчого комітету Волинської обласної ради від 3 квітня 1992 року № 76 (охоронний номер 2329-Вл).
Наказом Міністерства культури та інформаційної політики України від 19 квітня 2024 року № 295 об'єкт занесено до Державний реєстр нерухомих пам'яток України.

## Галерея

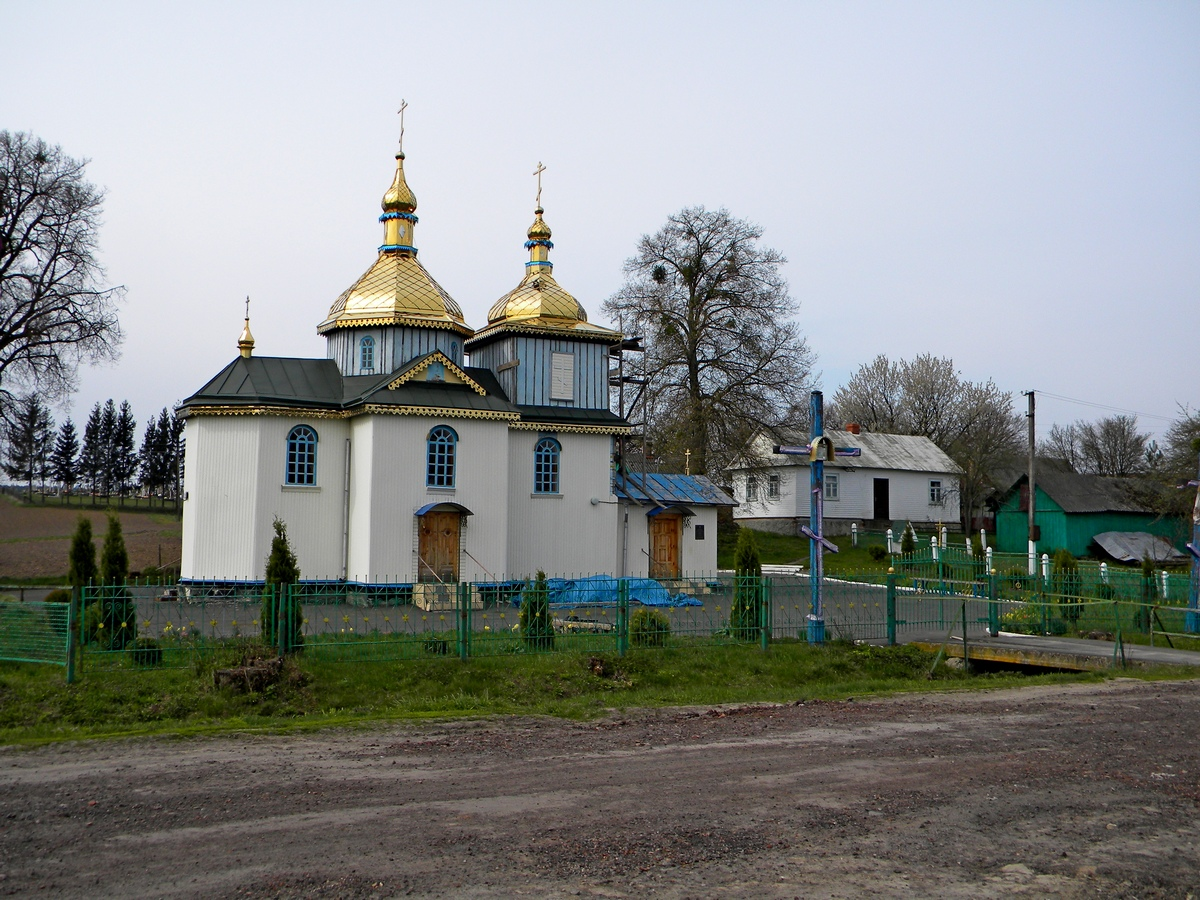
Покровська церква